# Ебру Озкан
Ебру Озкан (тур. Ebru Özkan; Анкара, Турска, 18. новембар 1978) је турска филмска, телевизијска и позоришна глумица и модел.

## Биографија
Ебру је рођена 18. новембра 1978. у државној престоници Анкари где је живела до завршетка факултета. Дипломирала је на универзитету за језике, историју и географију, а први кораци у њеној глумачкој каријери почели су са позориштем и моделирањем 2005. године, па је следеће године постала позната кад је играла у првом филму "Кућа ноћне море" у улози Мелисе.

## Филмографија
| Година      | Српски назив       | Оригинални назив | Улога  | Жанр   |
| ----------- | ------------------ | ---------------- | ------ | ------ |
| 2018        | Соколов брег       | Şahin tepesi     | Мелек  | серија |
| 2014.-2017. | Парампарчад        | Paramparça       | Дилара | серија |
| 2009.-2011. | Наслеђе једне даме | Hanımın çiftliği | Халиде | серија |